# Desa Mekargalih (administrativ by i Indonesien, lat -6,57, long 107,43)
Desa Mekargalih är en administrativ by i Indonesien.   Den ligger i provinsen Jawa Barat, i den västra delen av landet, 80 km sydost om huvudstaden Jakarta. Desa Mekargalih ligger vid sjön Waduk Jatiluhur.